# André Picard (journaliste)
Pour les articles homonymes, voir Picard (homonymie) et André Picard.
André Picard, né le 12 juillet 1960 à Ottawa, est un auteur et un journaliste canadien. Il est un pionnier dans la couverture des enjeux de santé publique au Canada.
Depuis 1987, André Picard est reporter et éditorialiste pour le quotidien national The Globe and Mail tout en occupant la fonction de chef de bureau du Québec. Il a reçu de nombreux prix pour son travail sur les soins de santé au Canada et est l'auteur de plusieurs ouvrages à ce sujet.

## Biographie

### Famille et études
Franco-ontarien, Picard est né à Ottawa, mais il grandit dans la communauté de North Bay, où il fréquente l'École secondaire catholique Algonquin,,.
Il complète un Baccalauréat en commerce à l'Université d'Ottawa en 1986. Ce n'est pas son domaine d'études qui donne à sa carrière l'orientation qu'elle a prise, mais bien la chronique de musique qu'il écrit pour le journal étudiant The Fulcrum. Des critiques d'album, il passe à la direction de la section artistique, puis en 1983 rédacteur en chef de la publication. Il goûte à la capacité du journaliste d'avoir un impact sur son milieu et ultimement, sur les politiques publiques. Il obtient par la suite un diplôme de journalisme de l'Université Carleton.
Son mariage à Michelle Lalonde, qui écrivait aussi pour le journal The Fulcrum, a été célébré sur le campus de l'Université d'Ottawa,. Ils ont deux enfants et résident à Montréal depuis 1989, où Lalonde écrit pour The Gazette,,.

### Carrière journalistique
Il travaille brièvement pour Presse universitaire canadienne, une agence de presse qui fournit des textes à ses journaux membres. Le Globe and Mail l'embauche en 1987, initialement dans la section des affaires. Comme il a déjà couvert le début de la crise du SIDA comme stagiaire, le journal lui assigne cet enjeu, qui commence à attirer l'attention des grands médias, le transférant du coup à la section des actualités générales. Mettant l'accent sur les témoignages des victimes, ses reportages contribuent à changer la façon dont le public canadien voit cette maladie. Cette époque voit se développer un intérêt pour des discussions plus ouvertes des enjeux de santé, avec la participation du public et des non-experts; c'est à cette tendance que Picard se joint, à l'intersection de la médecine et des affaires publiques.
À partir de 1990, le Globe and Mail lui confie les soins de santé comme domaine d'affectation. Ses reportages sur le scandale du sang contaminé et surtout son impact sur les victimes, influencent l'enquête publique mise sur pied par le gouvernement canadien sur la question et ultimement, des changements réglementaires. C'est pour son travail sur cet enjeu qu'il reçoit le Prix Michener en 1993,. Après avoir écrit de nombreux reportages sur cette crise, il réunit ces informations en un tout cohérent dans son premier livre, publié en 1995. Le livre devient un bestseller,.
Picard s'intéresse grandement aux facteurs de prévention en santé et aux déterminants sociaux de la santé. Il poursuit son travail de journaliste et de communicateur en espérant susciter des changements concrets: "Je me vois comme un militant, oui, mais je milite pour de meilleures politiques en matière de santé, pas pour un groupe ou une personne en particulier. J'essaie de présenter le sujet de façon équitable et, en fin de compte, de prendre le parti de ce qui est juste".
Picard a été l'un des premiers journalistes à s'intéresser au SARS-CoV-2 en 2020 et il a assuré une couverture continue de l'épidémie alors qu'elle prenait de l'ampleur. Il est notamment membre d'un comité sur les impacts de la COVID-19 mis sur pied par la Fondation Trudeau.
Comme chroniqueur, Picard préfère une argumentation sur les faits, laissant souvent plus de place à faire la part des choses qu'à argumenter en faveur de sa propre opinion, selon son collègue Paul Taylor: "Il se base sur les faits. À moins de connaître les faits, il est vraiment difficile de prédire ce qu'il va écrire." Il appelle des experts pour valider les informations, il discute avec eux lors de conférences scientifiques. Philippe Couillard disait de lui en 2012: "À mon avis, parmi les personnes qui commentent publiquement le système de santé canadien, André est le plus réfléchi et le plus courageux.".

## Ouvrages
- (en) André Picard, The Gift of Death : Confronting Canada's Tainted Blood Tragedy, Harper Collins Canada, 1995, 320 p. (ISBN 978-0-00-255415-2)
- (en) André Picard, A Call to Alms : The New Face of Charity in Canada, Atkinson Charitable Foundation, 1997, 118 p.
- (en) André Picard, Critical Care : Canadian nurses speak for change, Harper Collins Canada, 2000, 259 p. (ISBN 978-0-00-255726-9)
- (en) André Picard, The Path to Health Care Reform : Policy and Politics, Conference Board of Canada, 2013, 118 p.
- (en) André Picard, Matters of Life and Death : Public Health Issues in Canada, Douglas & McIntyre, avril 2017, 256 pages (ISBN 978-1-77162-154-0)

## Honneurs
- 1993: Prix Michener pour action méritoire d'intérêt public en journalisme[6].
- 1996: Bourse Atkinson en affaires publiques, Atkinson Foundation[10].
- 2002: Prix centenaire, Organisation panaméricaine de la santé[6].
- 2005: Prix Héro de la santé publique, Association canadienne de santé publique[6].
- 2007: Champion de la santé mentale, Association canadienne de santé publique[6].
- 2008: Prix d'excellence journalistique en matière de santé, Association des infirmières et infirmiers du Canada et Association médicale canadienne (avec 12 autres journalistes du Globe and Mail)[6].
- 2009: National Newspaper award (chronique)[11].
- 2011: prix Hyman Solomon pour l'excellence en journalisme de politique publique, Forum des politiques publiques[6].
- 2018: prix Œuvre de toute une vie, Société canadienne du sang[12].
- 2020: Prix d’honneur Owen-Adams 2020, Association médicale canadienne[9].
- 2021: Hommage FJC, Fondation pour le journalisme canadien[13].
- 2021: Médaille Sandford Fleming du Royal Canadian Institute[14].

Il a reçu des doctorats honorifiques de six institutions: l'Institut universitaire de technologie de l'Ontario, l'Université du Manitoba, l'Université Laurentienne, l'Université Carleton, l'Université de la Colombie-Britannique, et l'Université de Toronto.